# Ion (Stammvater)
Ion (altgriechisch Ἴων Íōn) heißt in der griechischen Mythologie der Stammvater der Ionier.
Ion wurde als solcher erstmals in dem Hesiod zugeschriebenen Frauenkatalog (frg. 1(28)) als Enkel des Hellen, Sohn des Xuthos und Bruder des Achaios erwähnt. Laut Herodot haben sich Athener erst ab dem Zeitpunkt Ionier genannt, als der Xuthossohn Ion ihr Führer war.
Eine abweichende Version wird von Euripides in seiner Tragödie Ion erzählt: Bei ihm ist Ion der Sohn von Apollon und Kreusa, die Apollon vergewaltigt hatte. Nach seiner Geburt wird Ion von seiner Mutter ausgesetzt, aber auf Betreiben des Vaters von Hermes nach Delphi gebracht und dort als Findelkind zum Tempeldiener des Orakels aufgezogen. Jahre später kommen Kreusa und Xuthos, den sie in der Zwischenzeit geheiratet hat, nach Delphi, um das Orakel wegen Kreusas Kinderlosigkeit zu befragen. Xuthos erhält den Spruch, die erste Person, die er beim Hinausgehen treffen würde, würde sein Sohn sein. Xuthos trifft den Ion und akzeptiert ihn als Sohn in der Annahme, er sei das Ergebnis einer flüchtigen Affäre in seiner Jugend. Als Kreusa davon erfährt, ist sie gekränkt und wütend und fürchtet, von ihrem vermeintlichen Stiefsohn aus dem Haus gedrängt zu werden. Sie versucht, Ion zu vergiften, scheitert aber dabei. Schließlich erkennt sie ihn anhand des Kästchens, in dem sie ihn einst ausgesetzt hatte, als ihren totgeglaubten Sohn.
In der vor-euripidischen Variante ist Ion Sohn des Xunthos, einer sonst „völlig blasse(n) Figur“, und damit lediglich Enkel des Hellen, während Doros und Aiolos, die mythischen Stammväter der Dorer bzw. Aioler, direkte Söhne des Hellen sind. Offenbar war man in Athen ab dem 6. Jahrhundert v. Chr. bestrebt, eine konkurrierende Erzählung zu schaffen, was zeigt, dass dieser Genealogie große politische Bedeutung beigemessen wurde. So versuchte Solon eine Sonderrolle Athens zu begründen, in dem er schrieb, dass Athen zum ältesten ionischen Land gehöre was auch die Stellung Ions gegenüber den anderen Nachkommen des Hellen erhöhte. Die Einführung Apollons als Vater des Ion durch Euripides erfüllte einerseits den Zweck, Ions Bedeutung durch die Abstammung von einem Gott zu erhöhen, andererseits soll er den Widerspruch (z. B. der Aussage des Solons) zu bekannten Erzählungen beseitigen, nach dem Athen nur Durchgangsstation für die Ionier war und auch Xuthos in Athen nur ein Zuwanderer war. 